# Acacia ouyrarema
Acacia ouyrarema é uma espécie de leguminosa do gênero Acacia, pertencente à família Fabaceae.